# Campionat del Món de motociclisme de 1949
La temporada de 1949 del Campionat del món de motociclisme fou la 1a edició d'aquest campionat, organitzat per la FIM. Se'n disputaren quatre categories: 125cc, 250cc, 350cc i 500cc, a més de la de sidecars amb motor de fins a 600 cc (una estructura que es mantingué igual fins a la temporada de 1961). Els Grans Premis puntuables varen ser els més importants dels que es venien celebrant a Europa de feia anys. Pels efectes de la Segona Guerra Mundial, els pilots alemanys no pogueren participar en la competició.

## Campions del món
A més del dels pilots, s'atorgava també el títol de campió del món de constructors al fabricant amb més punts aconseguits al llarg de la temporada pels pilots que corrien amb les seves motos (en el cas del sidecars, amb els seus motors).
Pilots
| 125cc        | 250cc       | 350cc         | 500cc         |
| ------------ | ----------- | ------------- | ------------- |
| Nello Pagani | Bruno Ruffo | Freddie Frith | Leslie Graham |

Constructors
| 125cc   | 250cc      | 350cc     | 500cc |
| ------- | ---------- | --------- | ----- |
| Mondial | Moto Guzzi | Velocette | AJS   |

Sidecars
| Pilot / Passatger             | Constructor |
| ----------------------------- | ----------- |
| Eric Oliver / Denis Jenkinson | Norton      |

## Grans Premis

### Sistema de puntuació
El sistema de puntuació aplicat a la primera temporada del campionat del món de motociclisme atorgava punts als cinc primers classificats i, a part, n'hi havia un d'extra per al pilot que fes la volta ràpida. A partir de la temporada següent, 1950, el sistema es va modificar per tal d'atorgar punts als sis primers classificats, sense premiar ja la volta ràpida. Aquest nou sistema estigué vigent fins al 1968.
Barem de puntuació de 1949:
| Posició | 1  | 2 | 3 | 4 | 5 | Volta ràpida |
| Punts   | 10 | 8 | 7 | 6 | 5 | 1            |

Resultats comptabilitzats:
- 125cc, 250cc i Sidecars: tots
- 350cc i 500cc: els tres millors

### Calendari
| Cursa | Data          | Gran Premi                | Circuit           |
| ----- | ------------- | ------------------------- | ----------------- |
| 1     | 17 de juny    | IOM TT                    | Snaefell Mountain |
| 2     | 3 de juliol   | Gran Premi de Suïssa      | Bremgarten        |
| 3     | 9 de juliol   | Dutch TT                  | Assen             |
| 4     | 17 de juliol  | Gran Premi de Bèlgica     | Spa-Francorchamps |
| 5     | 20 d'agost    | Gran Premi de l'Ulster    | Clady             |
| 6     | 4 de setembre | Gran Premi de les Nacions | Monza             |

### Guanyadors
| Cursa | Gran Premi                | 125cc        | 250cc              | 350cc         | 500cc          | Resultats |
| ----- | ------------------------- | ------------ | ------------------ | ------------- | -------------- | --------- |
| 1     | IOM TT                    |              | Manliff Barrington | Freddie Frith | Harold Daniell | Resultat  |
| 2     | Gran Premi de Suïssa      | Nello Pagani | Bruno Ruffo        | Freddie Frith | Leslie Graham  | Resultat  |
| 3     | Dutch TT                  | Nello Pagani |                    | Freddie Frith | Nello Pagani   | Resultat  |
| 4     | Gran Premi de Bèlgica     |              |                    | Freddie Frith | Bill Doran     | Resultat  |
| 5     | Gran Premi de l'Ulster    |              | Maurice Cann       | Freddie Frith | Leslie Graham  | Resultat  |
| 6     | Gran Premi de les Nacions | Gianni Leoni | Dario Ambrosini    |               | Nello Pagani   | Resultat  |

### Accidents mortals
Aquell primer any del campionat hi va haver dos accidents mortals: Ben Drinkwater es va morir arran d'un accident durant la cursa de 350cc del TT de l'Illa de Man i el duet de sidecars Edouard Bruylant / Hurst es va estavellar durant el Gran Premi de Bèlgica. Hurst es va morir a l'acte i Bruylant uns dies més tard a l'hospital.

## Classificacions finals

### 500 cc
| Pos | Pilot                | Moto       | IOM · | CH · | NED · | BEL · | ULS · | NAT · | Pts     |
| --- | -------------------- | ---------- | ----- | ---- | ----- | ----- | ----- | ----- | ------- |
| 1   | Leslie Graham        | AJS        | 10    | 1    | 2     | Ret   | 1     | Ret   | 30 (31) |
| 2   | Nello Pagani         | Gilera     |       | 4    | 1     | 5     | 3     | 1     | 29 (40) |
| 3   | Arciso Artesiani     | Gilera     |       | 2    | 3     | 2     | Ret   | 2     | 25 (32) |
| 4   | Bill Doran           | AJS        | 8     |      | Ret   | 1     | 4     | 3     | 23      |
| 5   | Artie Bell           | Norton     | 4     | Ret  | 4     | 4     | 2     |       | 20 (26) |
| 6   | Harold Daniell       | Norton     | 1     | 3    | 6     | 7     |       |       | 17      |
| 7   | Johnny Lockett       | Norton     | 2     | Ret  | 5     | Ret   | Ret   |       | 13      |
| 8   | Enrico Lorenzetti    | Moto Guzzi |       |      | 10    | 3     |       |       | 7       |
| 9   | Ernie Lyons          | Velocette  | 3     |      |       |       |       |       | 7       |
| 10  | Gianni Leoni         | Moto Guzzi |       | 6    | Ret   | 6     |       | 4     | 6       |
| 11  | Sid Jensen           | Triumph    | 5     |      | Ret   | 9     |       |       | 5       |
| 12  | Freddie Frith        | Velocette  | Ret   | 5    | Ret   | Ret   |       |       | 5       |
| 13  | Bruno Bertacchini    | Moto Guzzi |       | Ret  |       |       | Ret   | 5     | 5       |
| 14  | Jock West            | AJS        |       |      |       |       | 5     |       | 5       |
| 15  | Ken Armstrong        | AJS        |       |      |       |       |       | 6     | 0       |
| =   | Rex McCandless       | Norton     |       |      |       |       | 6     |       | 0       |
| =   | Cyril Stevens        | Triumph    | 6     |      |       |       |       |       | 0       |
| 18  | Ken Bills            | Velocette  |       | 7    | Ret   | 10    |       |       | 0       |
| 19  | Harry Turner         | Norton     | 18    |      |       |       | 7     |       | 0       |
| 20  | Umberto Masetti      | Gilera     |       |      | 7     | Ret   |       |       | 0       |
| 21  | Reg Armstrong        | AJS        | 7     |      |       |       |       |       | 0       |
| =   | Felice Benasedo      | Moto Guzzi |       |      |       |       |       | 7     | 0       |
| 23  | Harry Hinton         | Norton     | 9     |      | 8     | 16    |       |       | 0       |
| 24  | George Morrison      | Norton     | 31    |      | Ret   | 8     | Ret   |       | 0       |
| 25  | Roger Richoz         | Norton     |       | 8    |       |       |       |       | 0       |
| =   | Ricardo Sabbadini    | Moto Guzzi |       |      |       |       |       | 8     | 0       |
| =   | James Scott          | Triumph    |       |      |       |       | 8     |       | 0       |
| 28  | Oscar Clemencich     | Gilera     |       |      | 9     | Ret   |       | 15    | 0       |
| 29  | Dorino Geminiani     | Moto Guzzi |       |      |       |       |       | 9     | 0       |
| =   | Hans Kaufmann        | Gilera     |       | 9    |       |       |       |       | 0       |
| 31  | Dante Bianchi        | Moto Guzzi |       |      |       |       |       | 10    | 0       |
| =   | Georges Cordey       | Norton     |       | 10   |       |       |       |       | 0       |
| =   | Ernie Callahan       | Triumph    |       |      |       |       | 10    |       | 0       |
| 34  | Arthur Wheeler       | Triumph    | Ret   |      | Ret   | 11    |       |       | 0       |
| 35  | Phil Heath           | Norton     | 11    |      |       | Ret   |       |       | 0       |
| 36  | Adelmo Mandolini     | Moto Guzzi |       |      |       |       |       | 11    | 0       |
| =   | Benoit Musy          | Moto Guzzi |       | 11   |       |       |       |       | 0       |
| 38  | Oliver Scott         | Norton     | Ret   |      | 12    | 15    |       |       | 0       |
| 39  | Bill Beevers         | Norton     | 16    | 12   | Ret   | Ret   | Ret   |       | 0       |
| 40  | Antonio Dalle Fusine | Gilera     |       |      |       | 12    | Ret   |       | 0       |
| =   | Bill Petch           | Triumph    | 12    |      |       | Ret   |       |       | 0       |
| 42  | Lodovico Facchinelli | Gilera     |       |      |       |       |       | 12    | 0       |
| 43  | Edward Nicholls      | Triumph    |       |      | 13    |       | 9     |       | 0       |
| 44  | Gay Newman           | Norton     | 13    |      |       |       |       |       | 0       |
| =   | Nandor Puhony        | Gilera     |       | 13   |       |       |       |       | 0       |
| =   | Orlando Valdinoci    | Gilera     |       |      |       |       |       | 13    | 0       |
| =   | Albert Vertriest     | Triumph    |       |      |       | 13    |       |       | 0       |
| 48  | Alfeo Maramotti      | Moto Guzzi |       |      |       |       |       | 14    | 0       |
| =   | Eric McPherson       | AJS        | 14    |      |       |       |       |       | 0       |
| =   | Jae Schott           | Norton     |       |      | 14    |       |       |       | 0       |
| =   | Laszlo Szabo         | Gilera     |       | 14   |       |       |       |       | 0       |
| =   | Jules Tacheny        | Triumph    |       |      |       | 14    |       |       | 0       |
| 53  | Roy Evans            | Norton     | 15    |      |       |       |       |       | 0       |
| =   | Gerard Hoek          | BMW        |       |      | 15    |       |       |       | 0       |
| 55  | Jack Bailey          | Triumph    | 17    |      |       |       | Ret   |       | 0       |
| 56  | Johnny Hodgkin       | Norton     | 19    |      |       |       |       |       | 0       |
| 57  | Dick Addie           | Norton     | 20    |      |       |       |       |       | 0       |
| 58  | Albert Moule         | Triumph    | 21    |      |       |       |       |       | 0       |
| 59  | George Paterson      | Triumph    | 22    |      |       |       |       |       | 0       |
| 60  | Bob Matthews         | Norton     | 23    |      |       |       |       |       | 0       |
| 61  | George Hayden        | Norton     | 24    |      |       |       |       |       | 0       |
| 62  | John Purnell         | Norton     | 25    |      |       |       |       |       | 0       |
| 63  | Lesly Hill           | Norton     | 26    |      |       |       |       |       | 0       |
| 64  | Archie Fenn          | Norton     | 27    |      |       |       |       |       | 0       |
| 65  | Harry Francis        | Norton     | 28    |      |       |       |       |       | 0       |
| 66  | Eric Hardy           | Norton     | 29    |      |       |       |       |       | 0       |
| 67  | Jack Brett           | Norton     | 30    |      |       |       |       |       | 0       |
| 68  | Lennart Fenning      | Norton     | 32    |      |       |       |       |       | 0       |
| 69  | Rob Weston           | Norton     | 33    |      |       |       |       |       | 0       |
| 70  | Joe Glazebrook       | Triumph    | 34    |      |       |       |       |       | 0       |
| 71  | Joe Dent             | Norton     | 35    |      |       |       |       |       | 0       |
| -   | Bob Foster           | Moto Guzzi | Ret   |      | Ret   | Ret   | Ret   |       | 0       |
| -   | Carlo Bandirola      | Gilera     |       | Ret  |       |       | Ret   | Ret   | 0       |
| -   | Eric Briggs          | Norton     | Ret   |      | Ret   | Ret   |       |       | 0       |
| -   | Les Dear             | Norton     | Ret   |      | Ret   | Ret   |       |       | 0       |
| -   | Ted Frend            | AJS        | Ret   | Ret  | Ret   |       |       |       | 0       |
| -   | Fergus Anderson      | Moto Guzzi |       | Ret  |       | Ret   |       |       | 0       |
| -   | Wilf Billington      | Norton     | Ret   |      |       |       | Ret   |       | 0       |
| -   | Norman Croft         | Triumph    | Ret   | Ret  |       |       |       |       | 0       |
| -   | Frank Fry            | Norton     |       |      | Ret   | Ret   |       |       | 0       |
| -   | Eric Oliver          | Norton     | Ret   |      |       |       |       | Ret   | 0       |
| -   | Ernie Thomas         | Triumph    |       | Ret  |       |       |       | Ret   | 0       |
| -   | David Whitworth      | Triumph    |       |      | Ret   | Ret   |       |       | 0       |
| -   | Dario Ambrosini      | Gilera     |       | Ret  |       |       |       |       | 0       |
| -   | Syl Anderton         | Triumph    | Ret   |      |       |       |       |       | 0       |
| -   | Syd Barnett          | Norton     | Ret   |      |       |       |       |       | 0       |
| -   | Jean Behra           | Moto Guzzi |       | Ret  |       |       |       |       | 0       |
| -   | Aldo Bernardoni      | Gilera     |       |      |       |       |       | Ret   | 0       |
| -   | Ernie Braine         | Norton     | Ret   |      |       |       |       |       | 0       |
| -   | Charlie Brett        | Velocette  | Ret   |      |       |       |       |       | 0       |
| -   | Aldo Brini           | Gilera     |       |      |       |       |       | Ret   | 0       |
| -   | Gerard Carter        | Norton     |       |      |       |       | Ret   |       | 0       |
| -   | Javier de Ortueta    | Norton     | Ret   |      |       |       |       |       | 0       |
| -   | Roland Dumond        | Moto Guzzi |       |      |       |       | Ret   |       | 0       |
| -   | Juhan Franta         | Moto Guzzi |       | Ret  |       |       |       |       | 0       |
| -   | Auguste Goffin       | Triumph    |       |      |       | Ret   |       |       | 0       |
| -   | Arthur Good          | Norton     | Ret   |      |       |       |       |       | 0       |
| -   | Hans Haldemann       | Moto Guzzi |       |      |       | Ret   |       |       | 0       |
| -   | Piet Knijnenburg     | BMW        |       |      | Ret   |       |       |       | 0       |
| -   | Roger Laurent        | Moto Guzzi |       |      |       | Ret   |       |       | 0       |
| -   | Sid Lawton           | Triumph    | Ret   |      |       |       |       |       | 0       |
| -   | Reg Lee              | Norton     | Ret   |      |       |       |       |       | 0       |
| -   | Leon Martin          | Gilera     |       |      |       | Ret   |       |       | 0       |
| -   | Reginald MacDonald   | Triumph    |       |      |       |       | Ret   |       | 0       |
| -   | Tommy McEwan         | Triumph    | Ret   |      |       |       |       |       | 0       |
| -   | Armando Miele        | Gilera     |       |      |       |       |       | Ret   | 0       |
| -   | Stan Miller          | Norton     | Ret   |      |       |       |       |       | 0       |
| -   | Bert Myers           | Triumph    | Ret   |      |       |       |       |       | 0       |
| -   | Billy Graham         | Norton     |       |      |       |       | Ret   |       | 0       |
| -   | Ashley Parry         | Norton     |       |      |       |       | Ret   |       | 0       |
| -   | Hub Pellikaan        | BMW        |       |      | Ret   |       |       |       | 0       |
| -   | Henry Pinnington     | Norton     | Ret   |      |       |       |       |       | 0       |
| -   | Charlie Salt         | Norton     | Ret   |      |       |       |       |       | 0       |
| -   | Emilio Soprani       | Gilera     |       |      |       |       |       | Ret   | 0       |
| -   | Jan Veer             | Triumph    |       |      | Ret   |       |       |       | 0       |
| -   | Roy Walker           | Norton     | Ret   |      |       |       |       |       | 0       |
| -   | Tom Wycherley        | Norton     |       |      |       |       | Ret   |       | 0       |
| Pos | Pilot                | Moto       | IOM · | CH · | NED · | BEL · | ULS · | NAT · | Pts     |

| Color   | Resultat                       |
| ------- | ------------------------------ |
| Or      | Guanyador                      |
| Argent  | 2n lloc                        |
| Bronze  | 3r lloc                        |
| Verd    | Va acabar sumant punts         |
| Blau    | Va acabar sense sumar punts    |
| Blau    | No classificat (NC)            |
| Porpra  | Es retirà (Ret o DNF)          |
| Vermell | No qualificat (NQ o DNQ)       |
| Vermell | No pre-qualificat (NPQ o DNPQ) |
| Negre   | Desqualificat (DSQ)            |
| Blanc   | No va començar (NVC o DNS)     |
| Blanc   | Abandonà (AB o WD)             |
| Blanc   | Retirat per lesió (LES)        |
| Blanc   | Cursa cancel·lada (C)          |
| Gris    | No va entrenar (NE o DNP)      |
| Gris    | No va arribar (NA o DNA)       |
| Gris    | Exclòs (EX)                    |

### 350 cc
| Posició | Pilot           | Moto      | Punts | Victòries |
| ------- | --------------- | --------- | ----- | --------- |
| 1       | Freddie Frith   | Velocette | 33    | 5         |
| 2       | Reg Armstrong   | AJS       | 18    | 0         |
| 3       | Bob Foster      | Velocette | 16    | 0         |
| 4       | Eric McPherson  | AJS       | 16    | 0         |
| 5       | Johnny Lockett  | Norton    | 14    | 0         |
| 6       | David Whitworth | Velocette | 12    | 0         |
| 7       | Leslie Graham   | AJS       | 8     | 0         |
| 8       | Ernie Lyons     | Velocette | 8     | 0         |
| 9       | Charlie Salt    | Velocette | 8     | 0         |
| 10      | Bill Doran      | AJS       | 7     | 0         |

### 250 cc
| Posició | Pilot              | Moto       | Punts | Victòries |
| ------- | ------------------ | ---------- | ----- | --------- |
| 1       | Bruno Ruffo        | Moto Guzzi | 24    | 1         |
| 2       | Dario Ambrosini    | Benelli    | 19    | 1         |
| 3       | Ronald Mead        | Norton     | 13    | 0         |
| 4       | Maurice Cann       | Moto Guzzi | 11    | 1         |
| 5       | Claudio Mastellari | Moto Guzzi | 11    | 0         |
| 6       | Manliff Barrington | Moto Guzzi | 10    | 1         |
| 7       | Tommy Wood         | Moto Guzzi | 9     | 0         |
| 8       | Fergus Anderson    | Moto Guzzi | 8     | 0         |
| 9       | Gianni Leoni       | Moto Guzzi | 8     | 0         |
| 10      | Umberto Masetti    | Benelli    | 7     | 0         |

### 125 cc
| Posició | Pilot             | Moto      | Punts | Victòries |
| ------- | ----------------- | --------- | ----- | --------- |
| 1       | Nello Pagani      | Mondial   | 27    | 2         |
| 2       | Renato Magi       | Morini    | 14    | 0         |
| 3       | Umberto Masetti   | Morini    | 13    | 0         |
| 4       | Carlo Ubbiali     | MV Agusta | 13    | 0         |
| 5       | Gianni Leoni      | Mondial   | 11    | 1         |
| 6       | Oscar Clemencich  | Mondial   | 8     | 0         |
| 7       | Umberto Braga     | Mondial   | 7     | 0         |
| 8       | Celeste Cavaciuti | Mondial   | 7     | 0         |
| 9       | Franco Bertoni    | MV Agusta | 6     | 0         |
| 10      | Giuseppe Matucci  | MV Agusta | 5     | 0         |

### Sidecars
| Posició | Pilot / Passatger                    | Moto   | Punts | Victòries |
| ------- | ------------------------------------ | ------ | ----- | --------- |
| 1       | Eric Oliver / Denis Jenkinson        | Norton | 27    | 2         |
| 2       | Ercole Frigerio / Lorenzo Dobelli    | Gilera | 18    | 1         |
| 3       | Frans Vanderschrick / Martin Whitney | Norton | 16    | 0         |
| 4       | Ernesto Merlo / Aldo Veglio          | Gilera | 13    | 0         |
| 5       | Albino Milani / Ezio Ricotti         | Gilera | 12    | 1         |
| 6       | Hans Haldemann / Herbert Läderach    | Norton | 8     | 0         |
| 7       | Roland Benz / Max Hirzel             | BMW    | 6     | 0         |
| 8       | Jakob Keller / Ernst Brutschi        | Gilera | 6     | 0         |
| 9       | Pip Harris / Neil Smith              | Norton | 5     | 0         |